# Good Times (álbum)
Good Times es el octavo álbum de estudio del músico estadounidense Willie Nelson publicado por la compañía discográfica RCA Records en 1969. Los arreglos fueron realizados por Anita Kerr, Bill Walker y Ray Stevens. Llegó al puesto 29 en la lista estadounidense de álbumes country.

## Lista de canciones
Todas las canciones compuestas por Willie Nelson, excepto donde se anota.
1. "Good Times"
2. "December Day"
3. "Sweet Memories" (Mickey Newbury)
4. "Little Things" (Willie Nelson, Shirley Nelson)
5. "Pages" (Willie Nelson, Shirley Nelson)
6. "She's Still Gone" (Willie Nelson, Shirley Nelson)
7. "Ashamed"
8. "A Wonderful Yesterday"
9. "Permanently Lonely"
10. "Down to Our Last Goodbye" (Jan Crutchfield, Wayne Moss)
11. "Buddy"
12. "Did I Ever Love You"

## Personal
- Willie Nelson - voz y guitarra acústica.

## Posición en listas
| País           | Lista              | Posición |
| -------------- | ------------------ | -------- |
| Estados Unidos | Top Country Albums | 29       |